# クリスマス・ウォーズ
『クリスマス・ウォーズ』（原題：Fatman）は、2020年のアメリカ合衆国のダークコメディ・アクション映画。エショム・ネルムズとイアン・ネルムズが脚本・監督を務め、メル・ギブソン、ウォルトン・ゴギンズ、マリアンヌ・ジャン＝バプティストが出演している。デヴィッド・ゴードン・グリーンとダニー・マクブライドが製作総指揮を務めている。異端のサンタクロースが、復讐に燃えるいたずらっ子が送り込んだ暗殺者を撃退するさまを描いている。

## ストーリー
クリス・クリングルは妻のルースと一緒に、アラスカ州のノースピークという町の近くの農場でクリスマスプレゼントの店を営んでいる。あまりにも多くの子供たちが意地悪になっていて、クリスの収入が減っていく中、彼の事業に関心を寄せているアメリカ政府は、ジェイコブス大尉を派遣し、アメリカ軍の新型ジェット戦闘機の部品製造を2ヶ月間契約することを彼に提案する。渉外担当者は、政府からの補助金を差し止めると事実上脅してクリスの不安を押し切ったが、ルースが何とかクリスの気力を回復させたのだった。
クリスマスイブの夜、甘やかされて育った金持ちの少年ビリー・ウェナンは、わがままな性格故にクリスから石炭の塊が届く。復讐を誓った彼は、専属の殺し屋ジョナサン・ミラーを雇い、クリスを殺そうとする。最初の試みは失敗に終わったが、ミラーは郵便局の監督官に毎年世界中の子供たちから届く手紙からクリスの住所を教えるように強要する。ミラーはノースピークに向かい、クリスを尾行して農場に行き、施設に潜入して米陸軍の警備員を皆殺しにする。エルフの従業員に発見され、警報が発せられる中、ジェイコブスは自分の命を犠牲にして従業員を避難させるが、ミラーは店を爆破してしまう。
ミラーは子供のころのクリスマスプレゼントの不満もあり、クリスを殺そうとし優勢に立つ、ミラーはまず足に取り付けたバネの刃でクリスを傷つけ、さらに目を撃って射殺するが、ミラーもルースに射殺される。不死身のクリスは怪我から回復し息を吹き返す。そして、ミラーの依頼内容を辿ったクリスは、ルースとともにビリーを訪ね、もしビリーが再び敵意を示すようなことがあれば、彼（や他の子供たち）を迎えに来ると警告する。その後、クリスとルース、そしてエルフの仲間たちは、新たな自信を持って工房の再建に取り掛かる。

## キャスト
※括弧内は日本語吹替
クリス・クリングル
演 - メル・ギブソン（磯部勉）
世界が手に負えない場所へと変化していることに不満を持ち、自分の身を守るために銃を振り回すことに抵抗がない。
ジョナサン・ミラー（クレジット名：“スキニーマン”）
演 - ウォルトン・ゴギンズ（山本高広）
おもちゃ屋で働く殺し屋で、不幸な子供時代を過ごさせたクリスに対して「自らを失望させた」と個人的な恨みを抱いている。
ルース・クリングル
演 - マリアンヌ・ジャン＝バプティスト（榊夏美）
クリスの愛する妻であり、彼の影響力を調整する役割を担う。
ビリー・ウェナン
演 - チャンス・ハーストフィールド（河合ゆめの）
父親に無視されて育ち、極端な負けず嫌いで道徳心を持たない金持ちの子供。
ジェイコブス大尉
演 - ロバート・ボックスタール
クリスの工房に配属された米陸軍警備隊の隊長で、米国政府との連絡係。
エルフ7
演 - エリック・ウルフ
クリスの工房の監督。
サンディ
演 - スザンヌ・サッチー
クリス・クリングルの友人であり、ノースピークのバーテンダー。
アン・マリー
演 - デボラ・グローバー
ビリーの裕福な祖母で、ビリーがミラーに仕事を依頼するための資金として、密かに口座を騙し取られている。

## 製作
イアン・ネルムズとエショム・ネルムズは、もともと2006年に『クリスマス・ウォーズ』の脚本を書いており、10年以上前から買い手を探していた。2019年5月8日、ギブソンが本作でサンタクロースを演じることが発表された。2020年1月29日には、ウォルトン・ゴギンズがキャストに加わり、翌月にはマリアンヌ・ジャン＝バプティストが加わった。
2020年2月、オタワ渓谷（カナダのオンタリオ州とケベック州）およびカールトン・プレイスとミシシッピ・ミルズの町で、主な撮影が行われた。クライマックスの銃撃戦シーンは4日間かけて撮影され、気温は氷点下36度にまで達した。

## 公開
サバン・フィルムズが、2020年9月に本作の米国配給権を獲得した。米国では、2020年11月13日に一部の劇場で公開された。また、オーストラリアでは2020年11月19日に限定公開された。
『クリスマス・ウォーズ』は、2020年11月17日にデジタル・ダウンロードで発売された。また、2020年11月24日にビデオ・オン・デマンドでも発売された。

## 評判

### 興行収入とVOD
映画公開の週末には、259館の劇場で108,000ドルの興行収入を記録した。また、翌週末には、177館の劇場で51,266ドルの興行収入となり、FandangoNow、Spectrum、Apple TVでは第3位、Google Playでは4位のレンタル数を記録した。その次の週末も4つのプラットフォームで上位4位内に留まり、42館で11,895ドルの興行収入を記録した。

### 批評
レビュー集計サイトのRotten Tomatoesでは、113件のレビューに基づいて45％の支持率を得ており、平均評価は5.30/10となっている。同サイトの批評家コンセンサスでは、「『クリスマス・ウォーズ』は、サンタクロースの伝説を揶揄したひねった作品にするために、驚くほど真面目なアプローチを取っており、エッジの効いた作品を目指しているが、ほとんど的外れである」と書かれている。Metacriticでは、24人の批評家による加重平均スコアが100点満点中40点で、「賛否両論、または平均的な評価」となっている。
ハリウッド・リポーターのジョン・デフォーは、この映画に好意的な評価を与え、「良くも悪くも、思ったよりもゴンゾ的ではない」と書いている。MovieWebのジュリアン・ローマンも本作に好意的な評価を与え、「『クリスマス・ウォーズ』は現代における最悪の本能を反映している。利己的で不道徳な行為がいかに暴力的な結果につながるかを示している」と述べている。Film Threatのハンター・ラニエは、本作に10点満点中7点をつけている 。JoBlo.comのクリス・バンブレイは、10点満点中8点をつけている。
アリゾナ・リパブリックのビル・グッディクーンツは、本作品を2つ星と評価した。Slant Magazineのチャック・ボーウェンは、4つ星のうち1つ半の評価を与えている。バラエティ誌のオーウェン・グレイバーマンは、この映画に否定的な評価を与え、次のように書いている。「しかし、ネルムス兄弟は、この作品が実際よりもずっと面白く、クレイジーで、より共鳴を得られると考えていたことがはっきりと感じられる」。
The Wrap誌のアロンゾ・ドゥラルデも、本作に否定的な評価を下し、「この異質なジャンルを混ぜ合わせるには、絶対的なトーンの熟練が必要だが、本作にはそれができないため、残念ながらアイデアの段階を超えることはできていない」と書いている。IndieWireのデヴィッド・エーリッヒは本作にD評価をつけ、「『バッドサンタ』の粗削りな精神とザック・スナイダー作品のざらつく現実感を組み合わせた『クリスマス・ウォーズ』は吊り下げた靴下に入っている石炭の塊よりも悪い」と述べている。